# 永犬丸地区
永犬丸地区（えいのまるちく）は、福岡県北九州市八幡西区の地域名であり、難読地名である。

## 地理
八幡西区の西部に位置し、南西に中間市、西に水巻町と接する。かつての遠賀郡永犬丸村だった地域の呼称であり、概ね永犬丸中学校校区に永犬丸東町、三ヶ森、春日台の一部を加えた範囲を指す。ただし商業地域である三ヶ森商店街周辺を三ヶ森地区と呼ぶこともある。地形としては、地域内を南南東から北北東に流れる二級河川金山川流域の平地から、南西および北東方向に高台を成している。

## 地域の特徴
地域内には筑豊電気鉄道が走り、三ヶ森駅の乗降人員はJR黒崎駅と接続する黒崎駅前駅に次いで二番目に多い。高度経済成長期に黒崎地区のベッドタウンとして発展し、かつては一部の電車が三ヶ森駅から黒崎方面に折り返し運転を行っていた。三ヶ森駅から上津役方面に向かって県道281号（下上津役折尾線）沿いには三ヶ森商店街が形成されているが、シャッターの降りた店舗も多く、かつての賑わいはない。逆に県道281号と金山川に挟まれる市道の両側は1980年代まで水田が広がっていたが、市道の拡幅工事後、家電量販店やスポーツ用品店、紳士服店、飲食店など駐車場を備えた店舗が立ち並ぶようになった。

## 歴史

### 沿革
- 1878年（明治11年）11月1日 - 郡区町村編制法の福岡県での施行により、行政区画としての遠賀郡が発足。遠賀郡永犬丸村となる。
- 1889年（明治22年）4月1日 - 町村制施行により、永犬丸村、則松村、本城村、折尾村、陣原村の5村が合併し、洞南村が発足。洞南村大字永犬丸となる。
- 1904年（明治37年）7月1日 - 洞南村が改称し、折尾村が発足。折尾村大字永犬丸となる。
- 1918年（大正7年）12月15日 - 折尾村が町制施行し、折尾町が発足。折尾町大字永犬丸となる。
- 1944年（昭和19年）12月8日 - 折尾町が八幡市に編入。八幡市大字永犬丸となる。
- 1963年（昭和38年）2月1日 - 八幡市、戸畑市、小倉市、若松市、門司市の5市が合併し、北九州市が発足。
- 1963年（昭和38年）4月1日 - 北九州市が政令指定都市に指定され、八幡区、戸畑区、小倉区、若松区、門司区の5区を設置。北九州市八幡区大字永犬丸となる。
- 1974年（昭和49年）4月1日 - 八幡区が八幡西区と八幡東区に分かれ、北九州市八幡西区大字永犬丸となる。

## 交通
- 筑豊電気鉄道永犬丸駅
- 筑豊電気鉄道三ヶ森駅
- 筑豊電気鉄道西山駅
- 西鉄バス
- 県道48号中間引野線（永犬丸トンネルを抜けた先が中間市である）
- 県道281号下上津役折尾線

## 教育施設
- 八幡みなみ幼稚園
- 第二文化幼稚園
- 北九州市立永犬丸小学校
- 北九州市立永犬丸西小学校
- 北九州市立八枝小学校
- 北九州市立永犬丸中学校
- 福岡県立北筑高校

## 公共施設
- 日本郵政八幡南郵便局
- 日本郵政八幡三ヶ森郵便局
- 北九州市立永犬丸市民センター
- 北九州市立永犬丸西市民センター
- 北九州市立八枝市民センター
- 永犬丸中央公園
- 永犬丸の森公園